# فيفيان رومانس
فيفيان رومانس (بالفرنسية: Viviane Romance)‏ هي ممثلة فرنسية، ولدت في 4 يوليو 1912 في فرنسا، وتوفيت في 25 سبتمبر 1991 بنيس في فرنسا.

## أعمال

### أفلام
- (1935) لا بانديرا[3]

## وصلات خارجية
- فيفيان رومانس على موقع IMDb (الإنجليزية)
- فيفيان رومانس على موقع ألو سيني (الفرنسية)
- فيفيان رومانس على موقع أول موفي (الإنجليزية)
- فيفيان رومانس على موقع قاعدة بيانات الأفلام السويدية (السويدية)
- فيفيان رومانس على موقع إن إن دي بي (الإنجليزية)
- فيفيان رومانس على موقع قاعدة بيانات الفيلم (الإنجليزية)
- فيفيان رومانس على موقع كينوبويسك (الروسية)